# Australimyza australensis
Australimyza australensis är en tvåvingeart som beskrevs av Josef Mik 1881. Australimyza australensis ingår i släktet Australimyza och familjen Australimyzidae. Inga underarter finns listade i Catalogue of Life.